# Alfred Nikolaus Witt

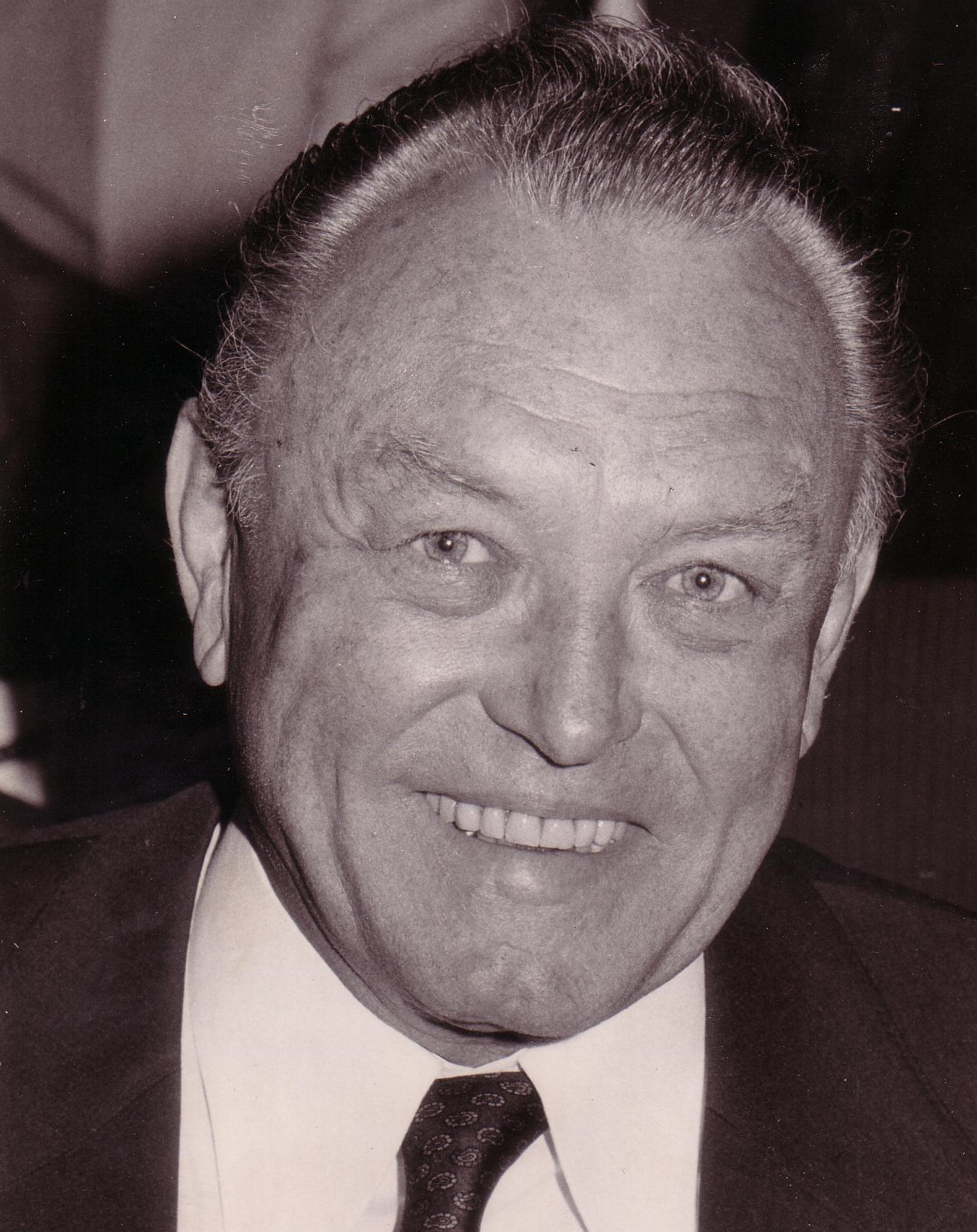
Alfred Nikolaus Witt, vor 1988

Alfred Nikolaus Witt (* 9. Februar 1914 in Strössendorf; † 20. April 1999 in Gmund am Tegernsee) war ein deutscher Orthopäde und Hochschullehrer.

## Leben
Witt studierte Medizin in München und wurde 1933 beim Corps Arminia aktiv. Er machte 1938 das Staatsexamen und wurde als letzter Doktorand von Erich Lexer zum Dr. med. promoviert.

### Kriegschirurgie
1939 begann er die chirurgische Ausbildung im Kreiskrankenhaus Lindau. 1940 zum Heer (Wehrmacht) einberufen, diente er in der motorisierten Chirurgenstaffel eines Kriegslazaretts in Frankreich. 1941 wurde er zum Reservelazarett Hohenzollernschule versetzt. Damit kam er zu Max Lange, einem großen Knochenchirurgen. Ihm half er ab 1943 beim Aufbau einer orthopädisch-chirurgischen Abteilung in Bad Tölz. Dort wurde 1945 das Versorgungskrankenhaus für Versehrte und Zivilbevölkerung eingerichtet. In der Nachkriegszeit kümmerte er sich bei Lange in Bad Tölz besonders um die Kriegsversehrten.

### München–Berlin–München
1950 habilitierte sich Witt an der Ludwig-Maximilians-Universität. Er wurde zum Leitenden Oberarzt, Oberregierungsmedizinalrat und apl. Professor ernannt. Nachdem er 1953 den Ruf auf den Lehrstuhl für Orthopädie der Universität Leipzig abgelehnt hatte, folgte er 1954 dem Ruf der  Freien Universität Berlin und wurde Direktor des Oskar-Helene-Heims. Den Ruf der Universität Köln (1962) lehnte er ab.
Heidelberg, München und West-Berlin waren die einflussreichsten orthopädischen Lehrstühle in der alten Bundesrepublik (Leipzig in der DDR). 1968 wurde Witt im heimatlichen München Nachfolger seines Lehrers Lange. Als Direktor der Staatlichen Orthopädischen Klinik wurde er mit der Inbetriebnahme vom Klinikum Großhadern auch Direktor der Orthopädischen Universitätsklinik. In Berlin und München brachte Witt jeweils vier spätere Lehrstuhlinhaber hervor, so auch Michael Jäger und ihm nachfolgend Hans Jürgen Refior.
Witt wurden in zwei Fällen ärztliche Behandlungsfehler nachgewiesen und sein Arbeitgeber, der Freistaat Bayern, zu Zahlungen von Schmerzensgeld verurteilt; zu strafrechtlichen Verfolgungen kam es nicht. Zum einen im Fall von Jürgen Bischof während einer von Witt geleiteten Operation. Zum anderen im Fall um Theo Mauser, der wegen eines Operationsfehlers von Witt mit einer Querschnittlähmung aus der Narkose aufwachte. Auch hier wurde Mauser Schmerzensgeld zugesprochen. 1982 wurde Witt emeritiert. Er war seit 1941 verheiratet und hinterließ drei Söhne.

## Ehrungen

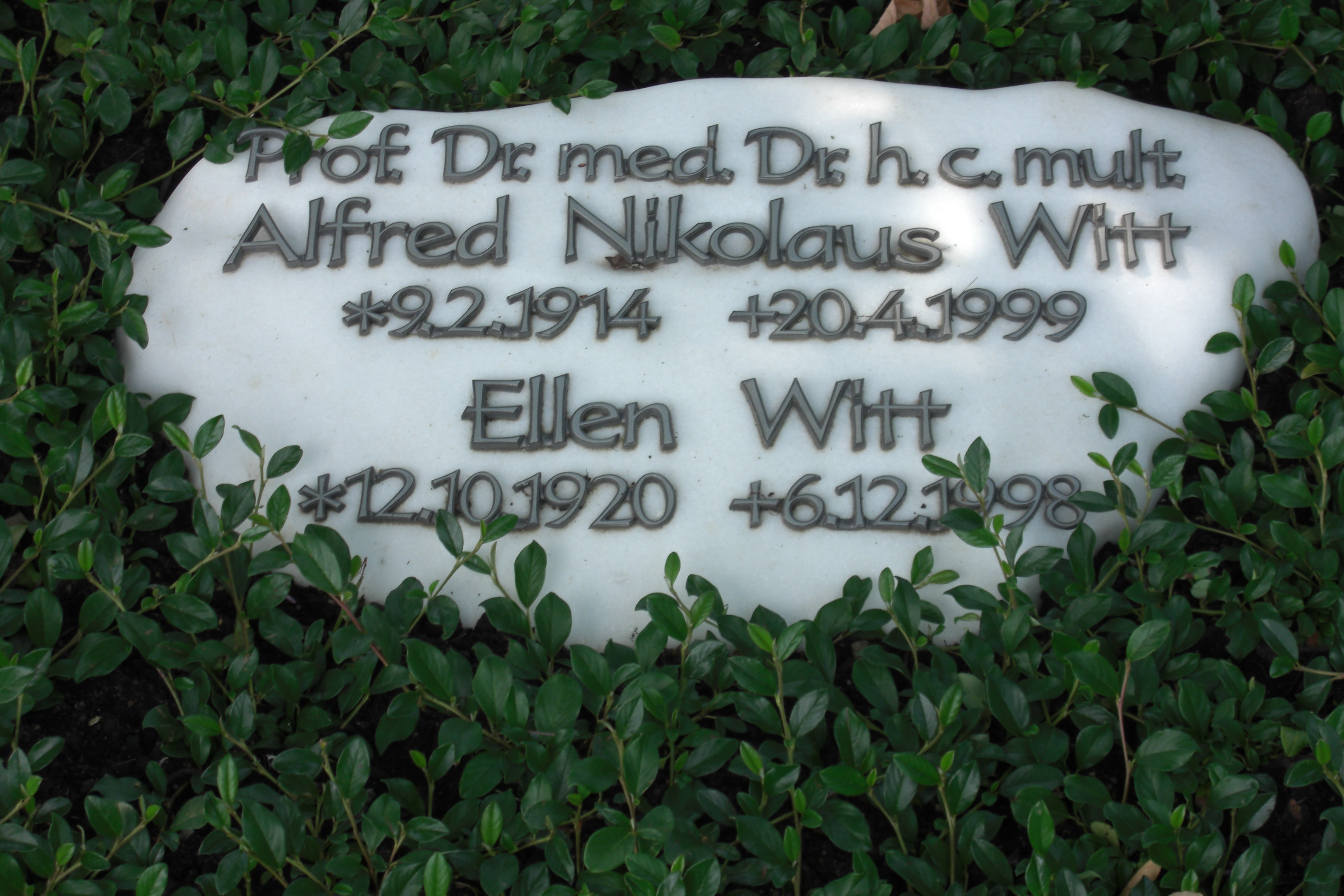
Grab von Alfred und Ellen Witt auf dem Bergfriedhof von Gmund

### Ehrenmitgliedschaften
- Collège International de Chirurgiens (1957)
- Ecuadorianische Gesellschaft für Orthopädie und Traumatologie (1958)
- Vereinigung der Orthopäden Österreichs (1959)
- Türkische Gesellschaft für Orthopädie und Traumatologie (1967)
- Berliner Orthopädische Gesellschaft (1968)
- Deutsche Gesellschaft für Unfallheilkunde (1973)
- American Fracture Association (1973)
- Deutsche Gesellschaft für Orthopädie und Traumatologie (1974)
- Deutsche Gesellschaft für Plastische und Wiederherstellungschirurgie (1979)
- Vereinigung der bayerischen Chirurgen (1980)
- Ungarische Orthopädische Gesellschaft (1981)
- Société Française de Chirurgie Orthopédique et Traumatologique (1983)
- Tschechoslowakische Gesellschaft für Orthopädische Chirurgie und Traumatologie (1985)
- Ehrenpräsident vom XVII. Weltkongress der SICOT (1987 München)

### Korrespondierende Mitgliedschaften
- Sociedad Española de Cirurgía Ortopédica y Traumatologia (1962)
- Japanische Gesellschaft für Orthopädie und Traumatologie (1968)
- International Orthopaedic Association (1970)
- American Orthopaedic Association (1973)

### Auszeichnungen
- Mitglied der  Deutschen Akademie der Naturforscher Leopoldina (1964)
- Ehrenurkunde und goldene Ehrenplakette des bayerischen Turnerbundes (1970)
- Lexer-Preis der DGOT und DGfCh (1976)
- Komenský-Plakette, Comenius-Universität Bratislava
- Dr. med. h. c. der Ruprecht-Karls-Universität Heidelberg (1980)
- Dieffenbach-Büste der Deutschen Gesellschaft für Unfallchirurgie (1982)
- Verdienstorden der Bundesrepublik Deutschland, Verdienstkreuz I. Klasse (1983)
- Dr. med. h. c. der FU Berlin (1994)

## Ehrenämter
- Langjähriges Mitglied des Wehrmedizinischen Beirats der Bundeswehr
- Mitglied des Internationalen Komitees der SICOT
- Präsident der Deutschen Gesellschaft für Orthopädie und Traumatologie (1960 Berlin; 1978 München)
- Präsident der Deutschen Gesellschaft für Unfallheilkunde (1962 Würzburg)
- Vorsitzender der Vereinigung bayerischer Chirurgen (1982)
- Ehrenmitglied der Deutschen Gesellschaft für Chirurgie (?)

## Herausgeberschaften
- Schriftleiter des Archivs für orthopädische und Unfallchirurgie (1959–1981)
- Erster Vorsitzender des Herausgeberkollegiums der Münchner Medizinischen Wochenschrift (1982)

## Veröffentlichungen (Auswahl)
- mit Rudolf Klapp und W. Block: Knochenbruchbehandlung mit Drahtzügen. Berlin 1931.
- Die Behandlung der Pseudarthrosen. Berlin 1952.
- Sehnenverletzungen und Sehnen-Muskel-Transplantationen. München 1953.
- mit Horst Cotta und Michael Jäger: Die angeborenen Fehlbildungen der Hand und ihre operative Behandlung. 1966.
- Frakturen und Luxationen im Beckenbereich. Berlin/Heidelberg/New York 1979.
- Orthopädie in Praxis und Klinik, Band 1 – Allgemeine Orthopädie: Biomechanik, Genetik, Ökologie (1980).
- Orthopädie in Praxis und Klinik, Band 4 – Allgemeine Orthopädie: Gelenke, Muskeln, Nerven, Gefäße.
- mit Hans Rettig und Karl Fr. Schlegel: Orthopädie in Praxis und Klinik. Band 2. – Allgemeine Orthopädie, 2., neubearbeitete Auflage, Stuttgart 1981.
- mit Hans Rettig und Karl Fr. Schlegel: Handbuch der Orthopädie: Spezielle Orthopädie. Obere Extremität, Bd. VI/1.